# キーパッド
キーパッド（英: keypad）は、コンピュータの入力機器の一種。汎用のキーボードに対して、キーパッドは用途に特化した構造をしており、ボタンやタッチパネルを押して入力を行う。代表的なものに数値の入力に特化したテンキーパッドや、ゲームに特化したゲームパッドがある。

## テンキーパッド
テンキーパッドは0と1~9の数字、および用途に則した記号ボタンを配したキーパッドのこと。キー配置は電話型と電卓型の2種類があり、数値の入力や計算用途に用いられる。通常のキーボードの右側に配置されるだけでなく、テンキーのみを備えた外付けのキーボードがある。狭義の意味で「キーパッド」と呼ぶ場合はこの独立したテンキーパッドを指している。テンキーパッドの用途は広く、電卓や電話のプッシュボタン、テレビのリモコン、電子錠やATMの入力などに使用されている。

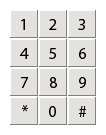
電話型配置の例
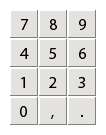
電卓型配置の例

## ゲームパッド
ゲームパッドはコンピュータゲームの操作に特化したキーパッドである。コンピュータのものはゲームパッド、専用ゲーム機で使用されるものはゲームコントローラと呼ばれるが、構造的な違いは無い。一般的なものでは、左側に方向入力ボタン、右側へ数個のボタンが配置される。さらにパッド上面や中央へボタンを配置したものや、アナログスティック、振動装置、スピーカーなどの機能が組み込まれる場合がある。また、携帯型ゲーム機では、本体にゲームパッドが組み込まれ一体型となっている。